# Szenes Ernő
Szenes Ernő, született Schwarz Ernő (Miskolc, 1889. december 24. – Buchenwald, 1945. február 25.) színész, filmszínész, komikus.

## Életpályája
Schwarz Bertalan kereskedő és Kohn Laura fia. Rákosi Szidi színésziskolájában tanult és 1915-ben lett színész. Tagja volt a Vígszínháznak és Budapest legtöbb kabaréjának. Mint tehetséges jellemkomikus kabarészínészként tűnt fel, és a néma- illetve hangosfilmek epizodistája lett. 1928-ban Berlinbe költözött, majd a Kaberet der Komikerhez szerződött Bécsbe. 1931-ben hazatért és a Terézkörúti Színpadon játszott. A nyilas terror áldozata lett.
Felesége Rozáry Mária Gabriella volt, akit 1922. november 4-én Budapesten, a Józsefvárosban vett nőül. Két évvel később elvált tőle.

## Filmszerepei
- A Csodagyerek (1920)
- Es gibt eine Frau, die Dich niemals vergißt (1930)
- Liebe und Champagner (1930) – Paul Grill
- Hyppolit, a lakáj (1931) – Tóbiás
- Rákóczi Induló (1933) – Dr. Kovács, főállatorvos
- Mindent a nőért! (1934)
- Rotschild leánya (1934) – Bokor E. Lajos
- 3 : 1 a szerelem javára (1937) – edző
- Egy lány elindul (1937) – Zichy
- Fekete gyémántok (1938)
- A papucshős (1938) – Imre, főpincér